# Nati nel 1457
| Questa pagina contiene informazioni ricavate automaticamente dalle voci biografiche con l'ausilio del template Bio e di un bot. L'aggiornamento è periodico e automatico e ricostruisce completamente la pagina. Se manca una persona in questa lista, sei pregato di non aggiungerla, ma accertati piuttosto che la sua voce biografica contenga il template Bio e che i dati anagrafici siano correttamente compilati. Se il template Bio manca, inseriscilo tu stesso o, in alternativa, metti l'avviso {{tmp\|Bio}} che ne segnala la mancanza. Se i dati riportati sono sbagliati, correggi direttamente la voce biografica; le modifiche saranno visibili in questa lista entro pochi giorni. Per chiarimenti vedi il progetto biografie. La lista contiene solo le 22 persone che sono citate nell'enciclopedia e per le quali è stato implementato correttamente il template Bio. Pagina aggiornata al 10 ago 2025. |

- 14 gennaio - Giovanni della Rovere, condottiero e politico italiano († 1501)
- 18 gennaio - Antonio Trivulzio, cardinale e vescovo cattolico italiano († 1508)
- 28 gennaio - Enrico VII d'Inghilterra, re britannico († 1509)
- 2 febbraio - Pietro Martire d'Anghiera, storico italiano († 1526)
- 5 febbraio - Stefana Quinzani, religiosa italiana († 1530)
- 13 febbraio - Maria di Borgogna, duchessa († 1482)
- 27 marzo - Giovanni d'Aragona, politico spagnolo († 1528)
- 28 luglio - Jacopo Sannazaro, poeta e umanista italiano († 1530)
- 21 settembre - Edvige Jagellone, principessa polacca († 1502)
- 16 novembre - Beatrice d'Aragona, sovrana († 1508)
- Ginevra de' Benci, nobildonna italiana († 1521)
- Giannotto Berardi, mercante italiano († 1495)
- Giovanni Battista Bonciani, vescovo cattolico italiano († 1532)
- Jean Bourdichon, pittore e miniatore francese († 1521)
- Pietro di Domenico da Siena, pittore italiano († 1506)
- Lucantonio Giunti, editore e tipografo italiano († 1538)
- Richard Grey, politico inglese († 1483)
- Filippino Lippi, pittore italiano († 1504)
- Simone del Pollaiolo, architetto, scultore e disegnatore italiano († 1508)
- Thomas West, VIII barone De La Warr, nobile britannico († 1525)
- Giovanni Zebellana, scultore e intagliatore italiano († 1504)
- Alfonso I del Carretto, nobile italiano († 1516)